# ليلة الموتى الأحياء
ليلة الموتى الأحياء (بالإنجليزية: Night of the Living Dead) هو فيلم رعب مستقل أمريكي صدر سنة 1968، من إخراج وكتابة جورج روميرو. تم إنتاج الفيلم بميزانية تقدر بـ114,000 لكنه تمكن من تحقيق إيرادات تقدر بـ12 مليون دولار محليا و 18 مليون دولار عالميا. تعرض الفيلم لانتقادت كثيرة عند صدوره بسبب محتواه لكنه حاز بعد ذلك على اشادة النقاد وتم اختياره من قبل مكتبة الكونغرس للحفظ في السجل الوطني للأفلام كفيلم يعتبر «مهم ثقافيا، تاريخيا وجماليا».

## الميزانية والإيرادات
بلغت تكلفة إنتاج الفيلم حوالي 114,000 دولار بينما حقق أرباحا تقدر بـ 42 مليون دولار,.

## وصلات خارجية
- ليلة الموتى الأحياء على موقع IMDb (الإنجليزية)
- ليلة الموتى الأحياء على موقع ميتاكريتيك (الإنجليزية)
- ليلة الموتى الأحياء على موقع الموسوعة البريطانية (الإنجليزية)
- ليلة الموتى الأحياء على موقع روتن توميتوز (الإنجليزية)
- ليلة الموتى الأحياء على موقع نتفليكس (الإنجليزية)
- ليلة الموتى الأحياء على موقع قاعدة بيانات الأفلام العربية
- ليلة الموتى الأحياء على موقع ألو سيني (الفرنسية)
- ليلة الموتى الأحياء على موقع Turner Classic Movies (الإنجليزية)
- ليلة الموتى الأحياء على موقع أول موفي (الإنجليزية)
- ليلة الموتى الأحياء على موقع فيلمافينيتي (الإسبانية)